# Jerónimo Javier
Jerónimo de Ezpeleta y Goñi, meglio noto come Jerónimo Javier (in basco Jeronimo Xabierkoa, a volte italianizzato come Gerolamo Saverio; Beire, 1549 – Goa, 27 giugno 1617), è stato un gesuita spagnolo di origine basca.

## Biografia
Jerónimo Ezpeleta y Goñi era pronipote di san Francesco Saverio: la sua nonna materna, Ana de Jasso, era infatti sorella dell'apostolo delle Indie.
Nato da una nobile famiglia della Navarra, studiò all'università di Alcalá de Henares. Il 9 maggio 1568 entrò nella Compagnia di Gesù: in quell'occasione adottò il cognome Javier (Saverio), in onore del prozio.
Nel 1581 arrivò in India, dove ricoprì importanti cariche all'interno dell'ordine; fu maestro dei novizi a Goa, rettore dei collegi di Baçaim e Cochin e preposito della casa professa di Goa.
Nel 1594 partì con due confratelli in missione verso la corte del moghul (già Rodolfo Acquaviva aveva tentato di convertirlo). Seguì il sovrano nei suoi viaggi attraverso l'impero; rimase a corte fino al 1614, quando venne nominato rettore del collegio di Goa.
Venne eletto dal papa vescovo coadiutore di Cranganore, ma la bolla con la nomina giunse a Goa poco dopo la sua morte.